# 116.000

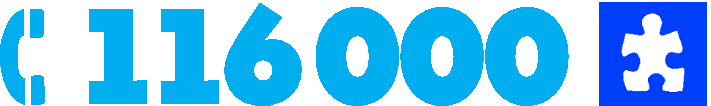
Número e logótipo da linha direta europeia para crianças desaparecidas

Mapa da Europa com os países onde o 116 000 funciona assinalados a azul

116 000 é o número europeu de linha direta para crianças desaparecidas. Foi o primeiro serviço harmonizado de valor social a ser adotado pela União Europeia. A linha direta 116 000 presta apoio gratuito e imediato para salvar vidas quando há crianças desaparecidas.
As chamadas são atendidas localmente por pessoal de organizações especializadas no tratamento de casos de crianças desaparecidas, prestando gratuitamente aconselhamento emocional, psicológico, social, administrativo e jurídico, conforme necessário.

## Cobertura
Desenvolve a sua atividade nos 27 Estados-membros da União Europeia, bem como na Albânia, Sérvia, Suíça, Ucrânia e Reino Unido.

## Propósito
A Comissão Europeia reservou um número de âmbito europeu por várias razões. Em primeiro lugar, o fenómeno das crianças desaparecidas está a tornar-se cada vez mais um problema transfronteiriço, à medida que o espaço Schengen se vai alargando. Em segundo lugar, uma ação rápida em casos de desaparecimento é de importância vital, uma vez que um relatório do Gabinete de Justiça Juvenil e Prevenção da Delinquência (OJJDP) do Departamento de Justiça dos Estados Unidos (DOJ) sugere que 76,2% das crianças que são assassinadas depois de terem sido raptadas morrem nas primeiras três horas após o desaparecimento. Além disso, os pais precisam do apoio de uma organização especializada no tratamento destes casos. E, finalmente, é necessário comunicar sobre uma criança desaparecida para além das fronteiras nacionais.

## História
O desenvolvimento de um número de emergência para crianças desaparecidas que possa ser marcado em qualquer ponto da Europa tem estado no topo da agenda da Missing Children Europe, a organização não governamental responsável pelo número, desde 2005.
Em 15 de fevereiro de 2007, a Comissão Europeia reconheceu a necessidade de um esforço à escala europeia e publicou um documento solicitando aos Estados-Membros que reservassem 116 000 como o número de crianças desaparecidas.
Em 25 de maio de 2009, o número foi lançado em nove Estados membros da Missing Children Europe. Prevê-se que outros Estados-Membros venham também a implementar o número, uma vez que a implementação tem lugar a nível nacional.